# سید فلایشمن
سید فلایشمن (انگلیسی: Sid Fleischman؛ ۱۶ مارس ۱۹۲۰ – ۱۷ مارس ۲۰۱۰) نویسنده اهل ایالات متحده آمریکا بود.
همچنین برندهٔ جوایزی همچون نشان نیوبری شده‌است و در سال ۱۹۹۴ نامزد دریافت جایزه هانس کریستیان آندرسن گردید.
از فیلم‌هایی که وی در آن‌ها نقش داشته است، می‌توان به اسکادرال لافایت اشاره نمود.